# Gabriel Migliori
Gabriel Migliori (São Paulo, 8 de novembro de 1906 — São Paulo, 13 de janeiro de 1975) foi um arranjador, maestro e compositor brasileiro. Compôs tanto músicas eruditas quanto populares — nestas, assinava-se Guito Itiperê.
Filho dos imigrantes italianos Giovanni Migliori e Maria Michela Duino, ainda jovem, recebeu o incentivo do então diretor do Departamento de Cultura de São Paulo, Mário de Andrade, que o premiou por sua obra Impressões Brasileiras em Quatro Movimentos. Depois, trabalhou no rádio, teatro, cinema e televisão. Foi o principal maestro da orquestra da Rádio Record e, depois, da TV Record, emissora em que se tornou conhecido ao participar do programa É Proibido Colocar Cartazes, apresentado por Pagano Sobrinho.
A partir de 1952, a convite do cineasta Lima Barreto, Gabriel começou a compor trilhas sonoras para filmes da Companhia Vera Cruz. O primeiro foi o documentário Santuário. Depois veio o grande sucesso O Cangaceiro, de Lima Barreto, que inaugurou a série de filmes sobre o cangaço para os quais Gabriel comporia. Por seu trabalho em O Cangaceiro, ele recebeu menção honrosa no Festival de Cannes. Depois vieram Família Lero-lero (1953), de Alberto Pieralisi, e Candinho (1954), de Abílio Pereira de Almeida.
Não raro Gabriel Migliori utilizava-se de uma grande orquestra para compor.

## Trabalhos para o cinema
- 1952 - Santuário
- 1953 - A Família Lero-Lero
- 1953 - O Cangaceiro
- 1954 - Candinho
- 1954 - São Paulo em Festa
- 1955 - Carnaval em Lá Maior
- 1955 - Armas da Vingança
- 1955 - O Primo do Cangaceiro
- 1956 - Padroeira do Brasil
- 1956 - Quem Matou Anabela?
- 1957 - Dioguinho
- 1957 - Paixão de Gaúcho
- 1958 - O Capanga
- 1958 - Estranho Encontro
- 1960 - Cidade Ameaçada
- 1960 - Na Garganta do Diabo
- 1960 - Nudismo não É Pecado
- 1961 - A Primeira Missa
- 1961 - A Moça do Quarto 13
- 1962 - O Pagador de Promessas
- 1962 - Isto é Strip-Tease
- 1962 - Lá no Meu Sertão
- 1964 - Lampião, O Rei do Cangaço
- 1964 - Obrigado a Matar
- 1965 - Luta nos Pampas
- 1966 - O Santo Milagroso
- 1967 - O Anjo Assassino
- 1967 - Cangaceiros de Lampião
- 1968 - A Madona de Cedro
- 1969 - Corisco, O Diabo Loiro
- 1971 - O Homem Lobo